# 佳子内親王 (後三条天皇皇女)
佳子内親王（かし/よしこないしんのう、天喜5年（1057年） - 大治5年7月25日（1130年8月30日））は、平安時代後期の皇女、賀茂斎院。後三条天皇の第3皇女で、母は滋野井御息所藤原茂子（藤原能信養女）。同母兄に白河天皇。富小路斎院と呼ばれた。

## 生涯
治暦4年（1068年）、父の後三条天皇の即位に伴い、8月14日に姉妹と共に内親王宣下を受ける。翌延久元年（1069年）6月に三品に叙され、同年10月賀茂斎院に卜定された。同年11月別封200戸を賜る。延久4年（1072年）7月病によって退下した。大治5年（1130年）7月25日、74歳で死去。
大雲寺に参籠し、境内の霊泉により精神病を治癒したと伝えられている。